# 13109 Berzelius
13109 Berzelius è un asteroide della fascia principale. Scoperto nel 1993, presenta un'orbita caratterizzata da un semiasse maggiore pari a 2,4149549 UA e da un'eccentricità di 0,1790308, inclinata di 6,13192° rispetto all'eclittica.